# 2001 en Ukraine
Chronologie de l'Ukraine
- 1997
- 1998
- 1999
- 2000
- 2001
- 2002
- 2003
- 2004
- 2005

Cette page concerne les évènements survenus en 2001 en Ukraine  :

## Évènement
- Poursuite des protestations Ukraine sans Koutchma.
- 31 mai : 
  - Fin du gouvernement Iouchtchenko
  - Début du gouvernement Kinakh
- 29 août-4 septembre : Transmission des Teen Age Messages (en) (en français : Message de l'âge de l'adolescence), série de transmissions radio interstellaires envoyées depuis le radar planétaire d'Yevpatoria vers six étoiles de type solaire.
- 4 octobre : L'armée ukrainienne abat le vol Siberia Airlines 1812 au-dessus de la mer Noire (bilan : 78 morts).
- 5 décembre : Recensement de l'Ukraine (en)

## Sport
- Championnat d'Ukraine de football 2000-2001
- Championnat d'Ukraine de football 2001-2002
- Coupe d'Ukraine de football 2000-2001
- Coupe d'Ukraine de football 2001-2002

## Culture
- Sortie du film Une prière pour l'hetman Mazepa.

## Création
- Khimik Youjne
- Parti communiste des ouvriers et des paysans (en)
- Système de câbles à fibres optiques de la mer Noire (en)

## Dissolution
- Coupe de la deuxième ligue ukrainienne (en)
- FC Adoms Kremenchuk (en)
- Taromske (en)

## Naissance
- Renata Ohanesian (en), patineuse artistique.
- Oleksandra Oliynykova (de), joueuse de tennis.
- Anita Östlund (uk), patineuse artistique.
- Maksym Sasovskyi (uk), footballeur.
- Sofia Tarassova, chanteuse.

## Décès
- Mykola Budnyk (uk), musicien.
- Elizaveta Lyubomilova (uk), architecte.
- Károly Oláh (uk), footballeur.
- Valerian Pidpaly (uk), réalisateur.